# Chunky (Bruno Mars)
Chunky is een nummer van de Amerikaanse zanger Bruno Mars uit 2016. Het is de tweede single van zijn derde studioalbum 24K Magic.
"Chunky" is een funknummer waarin Mars zingt over wat voor vrouwen zijn voorkeur hebben. Hij zingt dat hij op zoek is naar vrouwen die single zijn, klaar voor een hoop lol, stijlvol en die een heel specifiek lichaamstype hebben. Het nummer doet denken aan R&B-nummers uit de jaren '80 en '90, en het refrein wordt vergeleken met het nummer Outstanding van The Gap Band (1982). "Chunky" flopte in Amerika en wist ook geen Nederlandse of Vlaamse hitlijsten te behalen, maar in Frankrijk werd de plaat wel een kleine hit.

## Tracklijst
- Muziekdownload

1. "Chunky" - 3:06